# Franz Brozincevic & Cie, Wetzikon

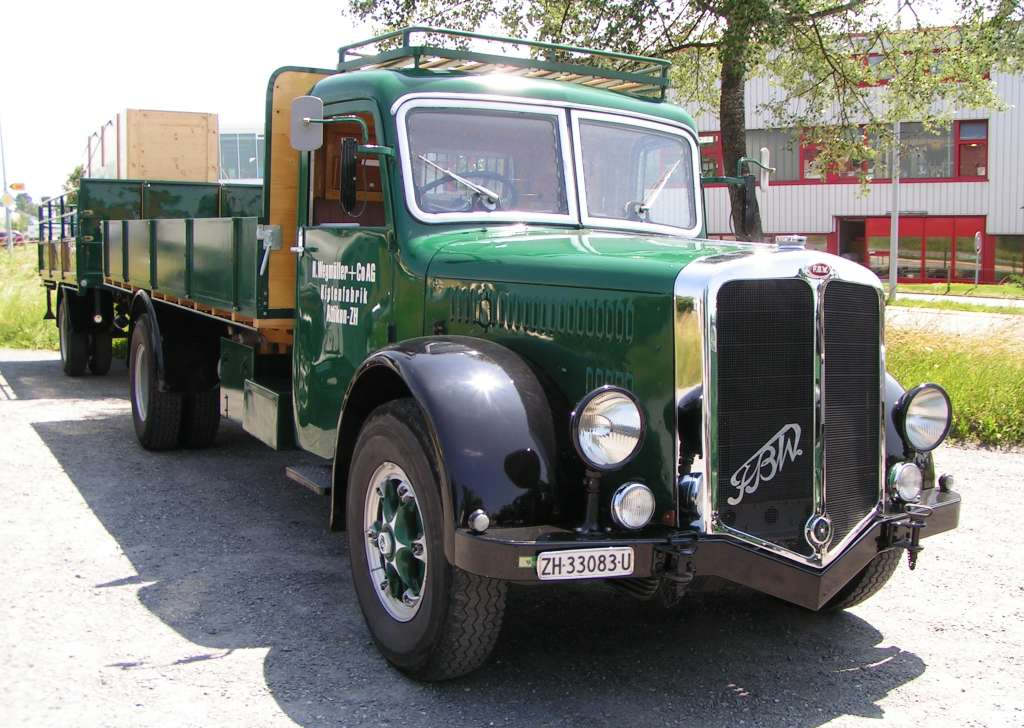
Vecchio modello di autotreno della FBW

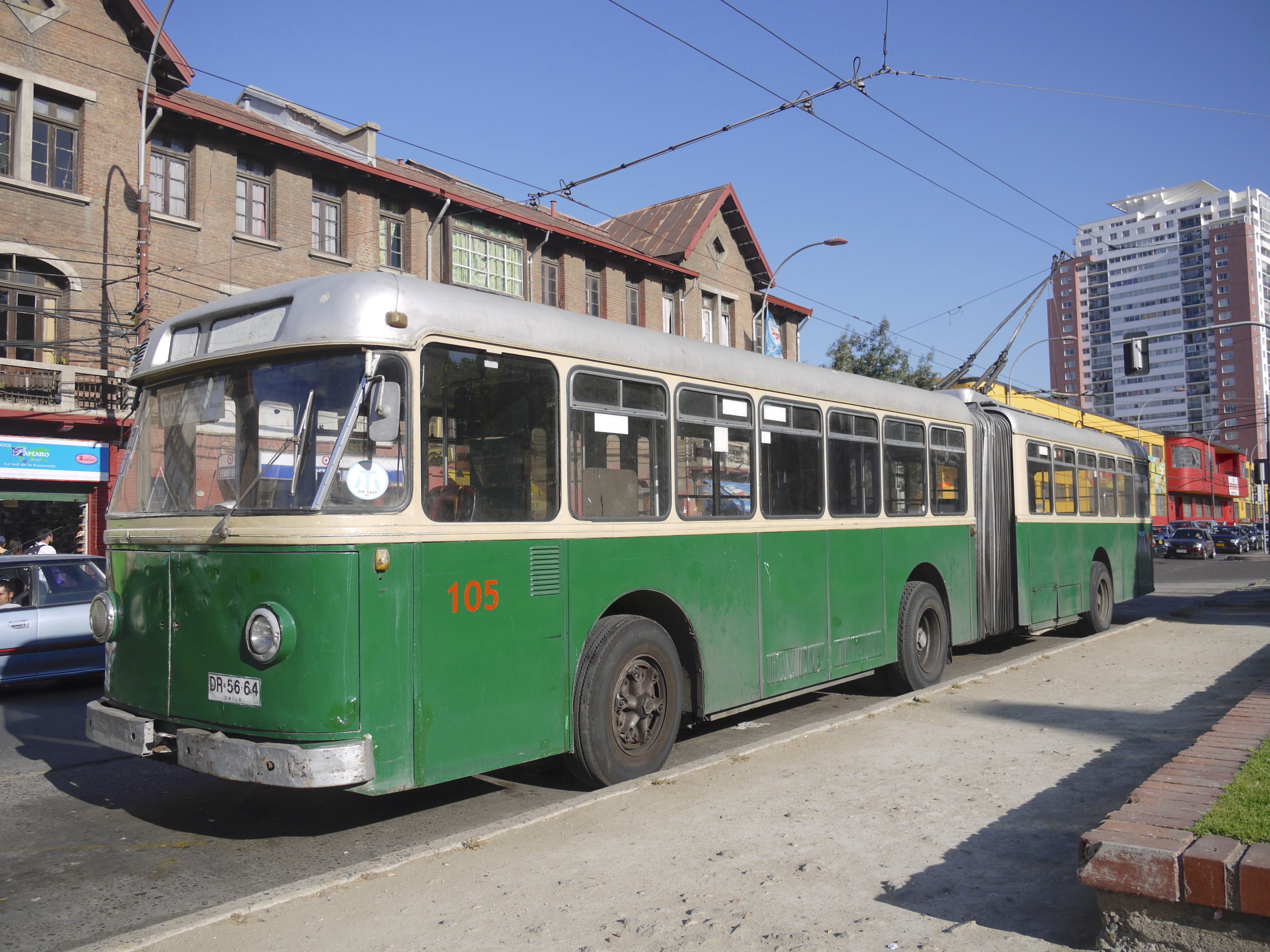
Valparaíso: filosnodato storico FBW GTr51 SWS MFO n. 105 (ex-Zurigo)

La Franz Brozincevic & Cie Wetzikon, più nota con la sigla FBW, era una delle principali aziende svizzere che costruiva veicoli industriali per uso civile e militare, trasformatasi nel 1982 in Nutzfahrzeuggesellschaft Arbon & Wetzikon (NAW), dopo la fusione con la Saurer.
In collaborazione con altre società svizzere realizzava autobus e filobus particolarmente resistenti all'usura del tempo anche per la carrozzeria in alluminio, alcuni dei quali ancora circolanti anche se prodotti tra gli anni cinquanta ed ottanta.
dati di produzione FBW:
- Autobus 1263
- Autocarro 3818
- Autotreno 1012
- Filobus 18
- Filosnodato 498
- Trattori 16

## Galleria d'immagini

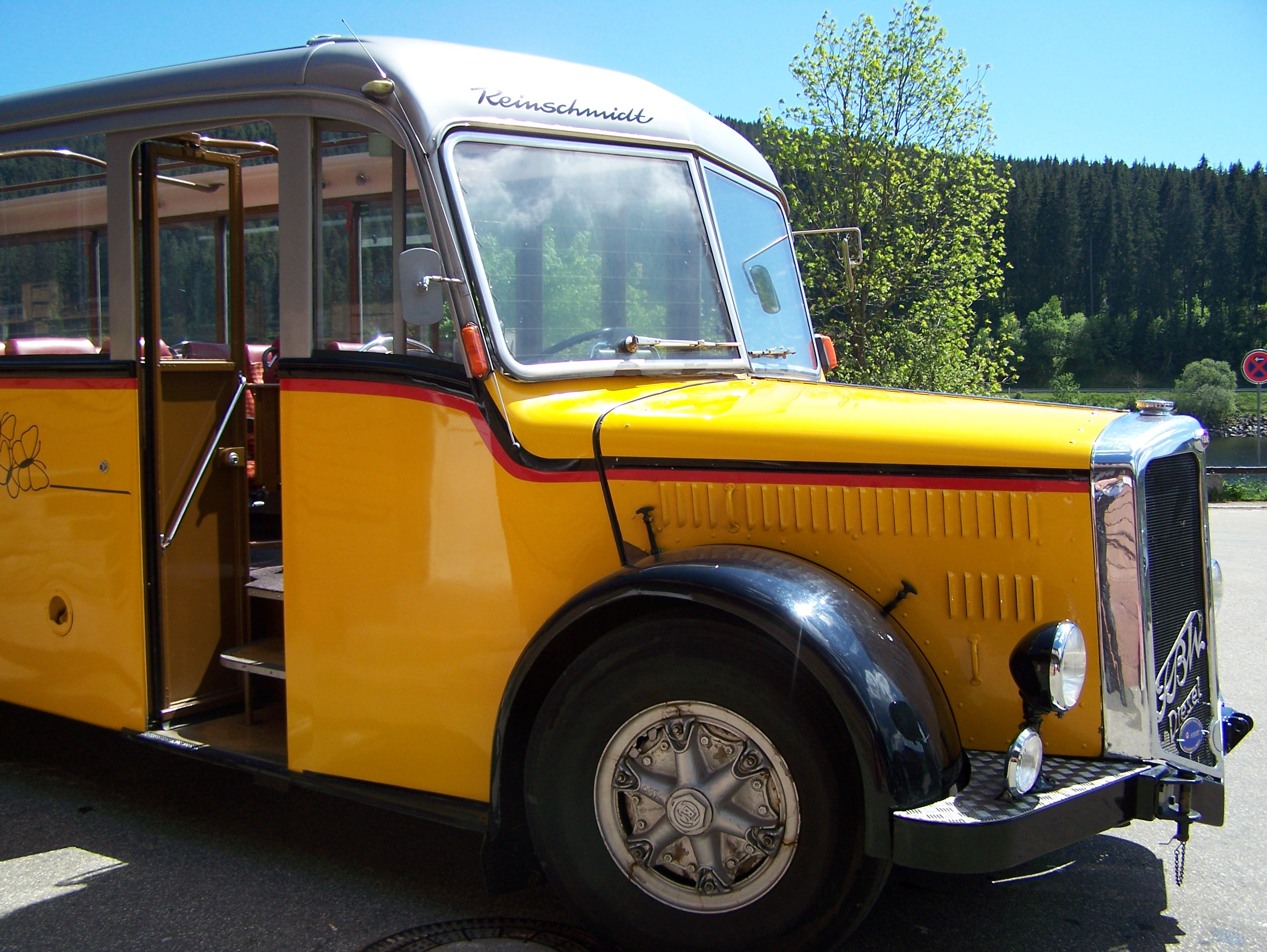
FBW 50 ON-CH 1951
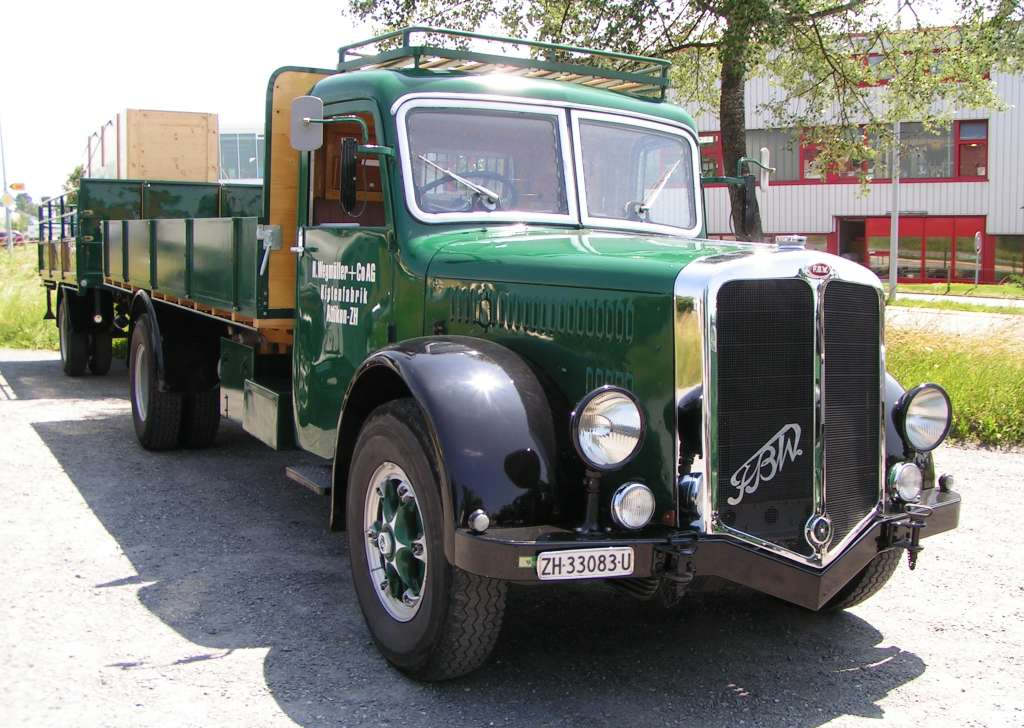
Oldtimer FBW
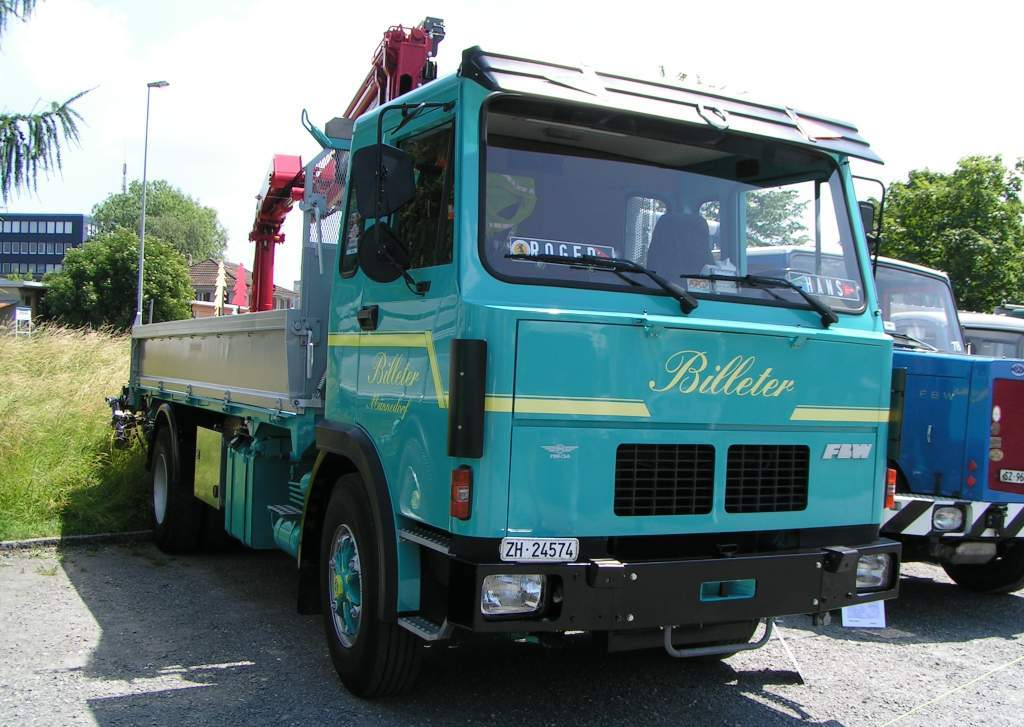
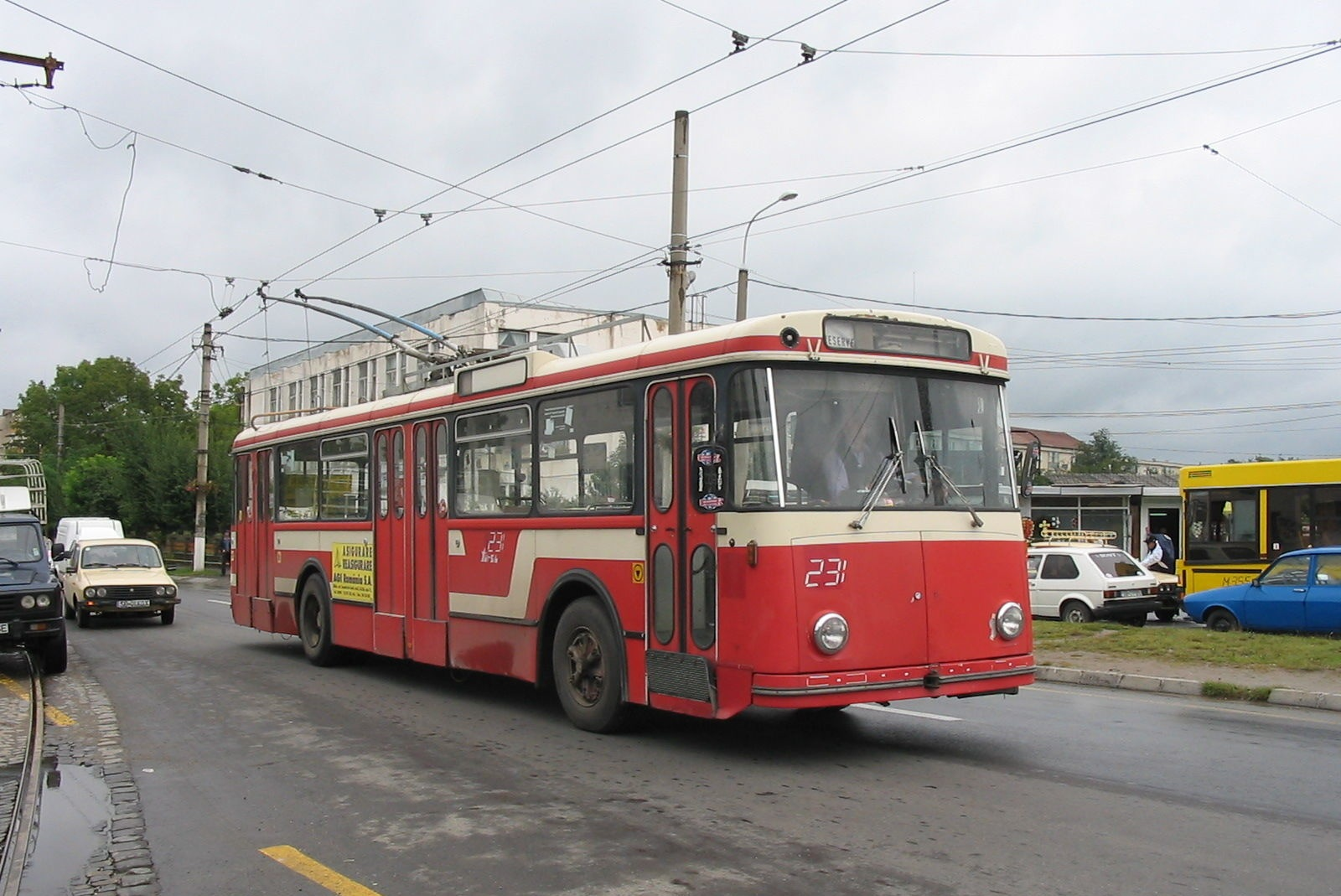
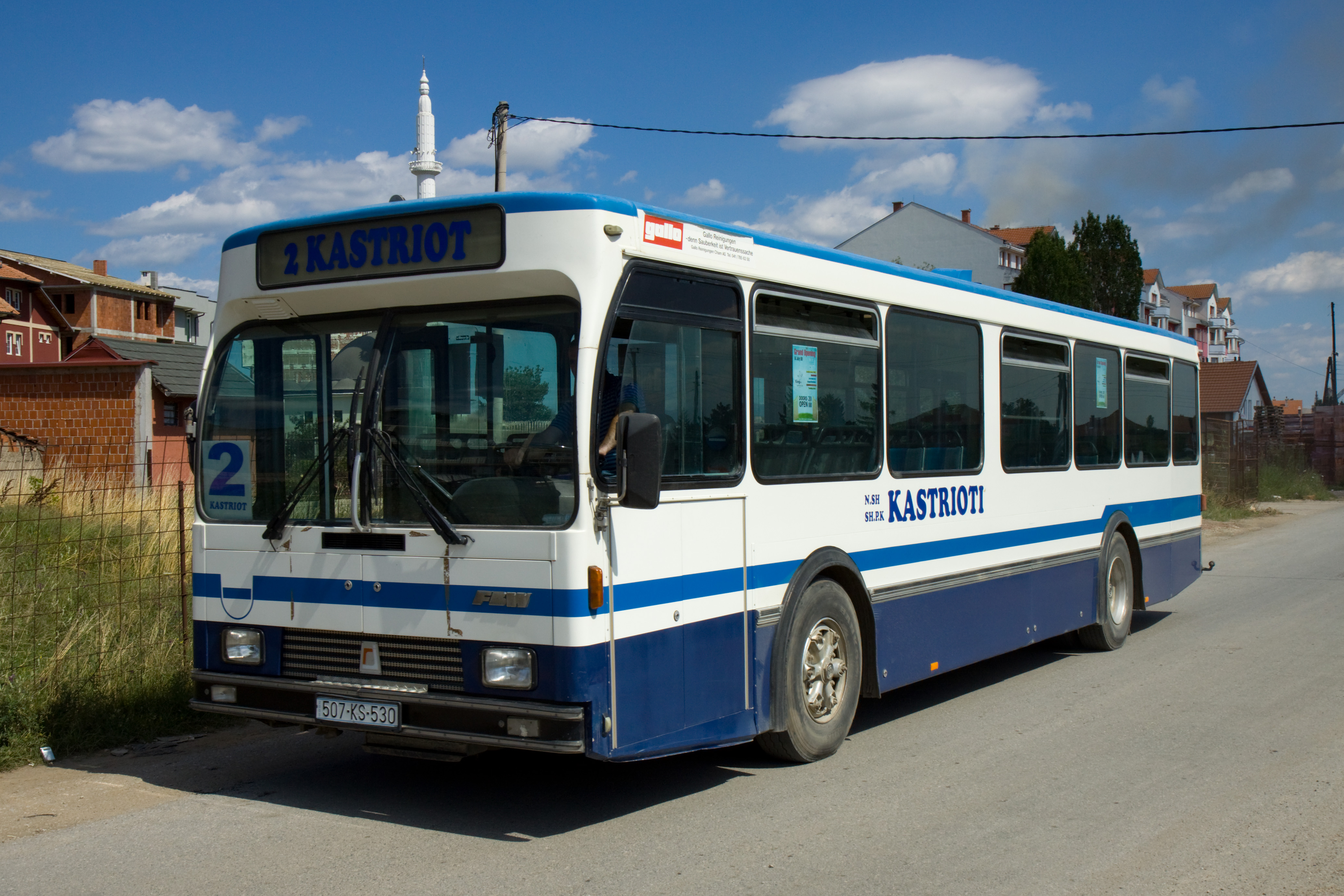
FBW Ramseier&Jenzer BNU618-71U EU3AR-1
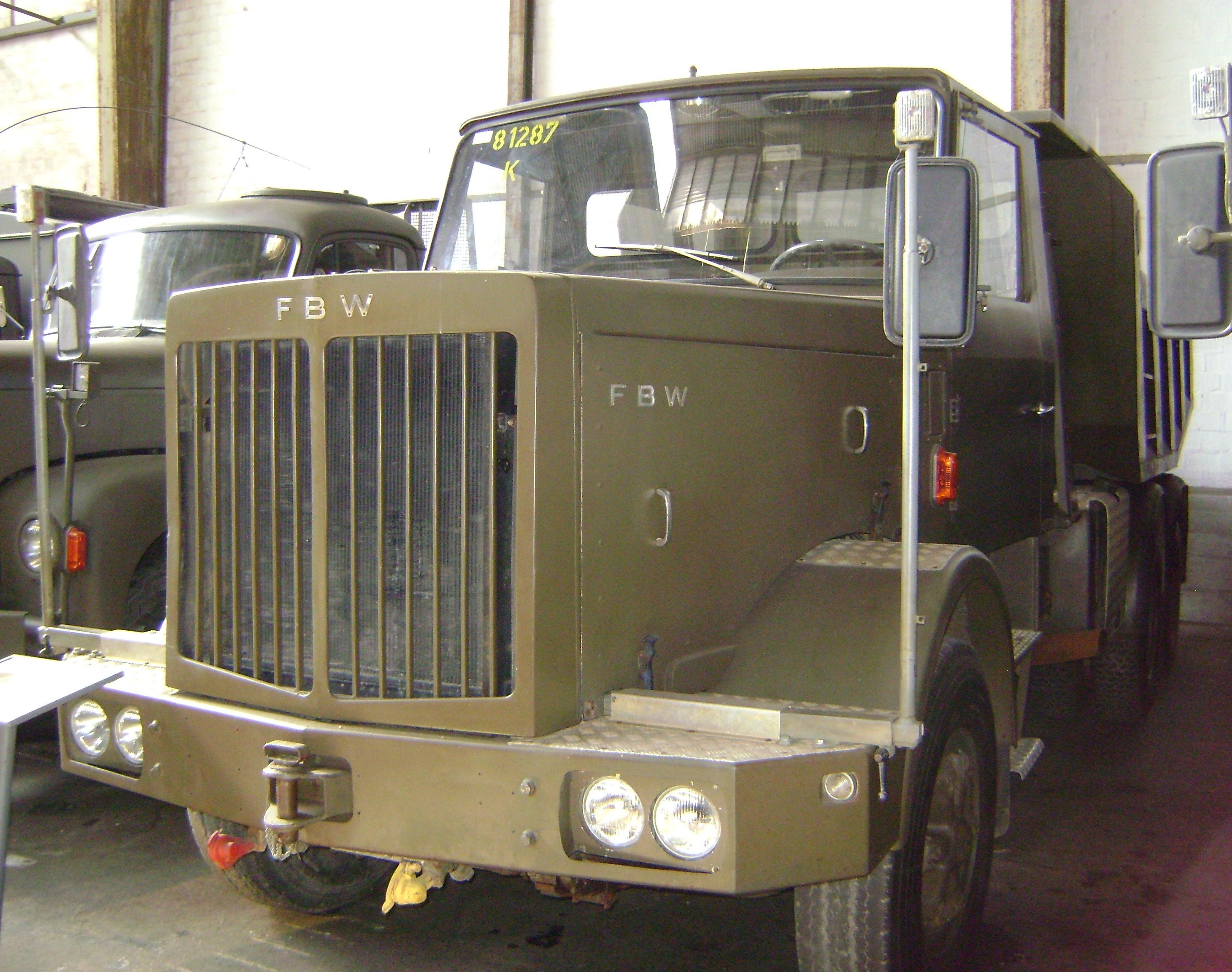
FBW Typ 80-N